# جيمس هنري (قاضي)
جيمس هنري (بالإنجليزية: James Henry)‏ هو قاضي أسترالي، ولد في 24 أكتوبر 1962.